# 安食 (栄町)
安食（あじき）は、千葉県印旛郡栄町の大字・町丁。郵便番号270-1516。

## 地理
北は茨城県河内町小林町歩、北東は須賀、東は酒直、南は印西市下井、南西は印西市酒直卜杭、酒直、西は印西市安食卜杭、安食卜杭新田、北西は和田に隣接している。地内に安食台と隣接している。飛び地があり、印西市下井に隣接している。

## 小字
小字は以下の通り。
- 皀前（さいかちまえ）
- 堀口（ほりぐち）
- 五斗蒔（ごとまき）
- 米ノ内
- 糖谷（ぐみざく）
- 大隈（おおくま）
- 山崎（やまざき）
- 袖ノ木（そでのき）
- 田中（たっちゅう）
- 十五町歩（じゅうごちょうぷ）
- 前新田（まえしんでん）
- 上前（かみまえ）
- 辺引前（へびきまえ）
- 大洲（おおす）
- 五貫州（ごかんす）
- 向州
- 大蒲（おおかま）
- 輪胴（りんどう）
- 大台（おおだい）
- 六反田（ろくたんだ）
- 道面（どうめん）
- 山中（やまなか）
- 鴻ノ巣（こうのす）
- 小台（こだい）
- 高田（たかだ）
- 下埜（したや）
- 谷前（たにまえ）
- 下前（しもまえ）
- 外下埜（そとしたや）
- 立島（たてじま）
- 新堤下（しんつつみした）
- 新堤上（しんつつみうえ）
- 葭河原（よしかわら）
- 木塚（きづか）
- 天王前（てんのうまえ）
- 十王（じゅうおう）
- 長辺田（ながへだ）

## 歴史
江戸期は安食村であり、下総国埴生郡のうち。はじめ旗本本多氏領、のち幕府領、元禄14年から佐倉藩領、享保8年から淀藩領。なお「旧高旧領」では幕府領も見える。村高は「元禄郷帳」1,545石余、「天保郷帳」「旧高旧領」ともに1,671石余。天明6年差出帳によれば、反別田76町1反余・畑78町7反余・屋敷2町9反余・新畑屋敷7反余、ほかに御林9町歩・野地畑15町歩・野地53町8反余・百姓山34町1反余、家数260・人口1,301、馬84、郷蔵屋敷、津出場、および舟渡場3か所があり高瀬舟9・舫艇2、本田囲堤3か所のほかに新畑堤囲・狭堤・春溜堤、春溜14か所、年貢米のほかに夫役永2貫686文・下草銭永500文・百姓山銭永2貫185文・川役永1貫563文・鳥役永10貫50文・草銭永250文鐚500文を納入。また天保13年の農間渡世は、質屋・旅籠屋・菓子屋・居酒屋など66軒（山田家文書 / 県史料下総）。安食河岸は、北浦・霞ヶ浦からの鮮魚を行徳（江戸）にむけて陸送する要地にあたり、布佐河岸よりの鮮魚街道とともに輸送量が多かった。長門川流域の卜杭野は当村百姓などにより寛文4年に開発され安食卜杭新田となり分村する。また、同川下流域左岸の野地はもと大瀬野と称したが、江戸初期に開発され布鎌新田の一部となる。明治6年千葉県に所属。同22年下埴生郡に編入。明治6年安食小学校開校。神社は鷲賀岡神社・駒形神社など、寺院は天台宗正徳寺・大乗寺など（印旛郡誌）。明治22年境村の大字となる。

### 年表
- 1873年（明治6年） - 千葉県に所属。
- 1878年（明治11年） - 下埴生郡に所属。
- 1889年（明治22年）4月1日 - 町村制施行し安食村、北辺田村、龍角寺村、酒直村、矢口村、須賀村、麻生村の7村と安食卜杭新田飛地が合併し下埴生郡境村が発足。境村大字安食になる。
- 1892年（明治25年）12月28日 - 境村が安食町に町制施行改称。安食町大字安食となる。
- 1897年（明治30年）4月1日 - 下埴生郡が印旛郡に編入され安食町が印旛郡の所属となる。
- 1955年（昭和30年）12月1日 - 布鎌村、安食町が合併し栄町が発足。栄町安食になる。

## 世帯数と人口
2017年（平成29年）11月1日現在の世帯数と人口は以下の通りである。
| 地域   | 世帯数    | 人口    |
| ------ | --------- | ------- |
| 上町   | 743世帯   | 1,586人 |
| 台下   | 348世帯   | 749人   |
| 辺引   | 426世帯   | 1,013人 |
| 鷲町   | 201世帯   | 515人   |
| 仲町   | 204世帯   | 516人   |
| 下町   | 173世帯   | 355人   |
| 三区   | 132世帯   | 346人   |
| 松ヶ丘 | 123世帯   | 288人   |
| 田中   | 288世帯   | 604人   |
| 計     | 2,638世帯 | 5,972人 |

## 小・中学校の学区
町立小・中学校に通う場合、学区は以下の通りとなる。
| 地域       | 小学校             | 中学校         |
| ---------- | ------------------ | -------------- |
| 上町       | 栄町立安食小学校   | 栄町立栄中学校 |
| 台下       | 栄町立安食小学校   | 栄町立栄中学校 |
| 辺引       | 栄町立安食小学校   | 栄町立栄中学校 |
| 鷲町       | 栄町立安食小学校   | 栄町立栄中学校 |
| 仲町       | 栄町立安食小学校   | 栄町立栄中学校 |
| 下町       | 栄町立安食小学校   | 栄町立栄中学校 |
| 松ケ丘     | 栄町立安食小学校   | 栄町立栄中学校 |
| 田中       | 栄町立安食小学校   | 栄町立栄中学校 |
| 安食一丁目 | 栄町立安食小学校   | 栄町立栄中学校 |
| 安食二丁目 | 栄町立安食小学校   | 栄町立栄中学校 |
| 安食三丁目 | 栄町立安食小学校   | 栄町立栄中学校 |
| 三区       | 栄町立安食台小学校 | 栄町立栄中学校 |

## 施設
- 栄町立安食小学校
- 栄町立栄中学校
- 安食保育園
- 栄安食郵便局
- 安食駅前郵便局
- 下町集会所
- 鷲町集会所
- 辺引青年館
- 栄町一区青年館
- 田中集会場
- 三区集会所
- 栄町商工会館
- ふれあいプラザさかえ
- 印旛排水機場
- 長門川水道企業団前新田浄水場
- 北総栄病院
- 育誠さかえケアセンター
- JA西印旛野菜集荷場
- ナリタヤ安食店
- 駒形神社
- 水神社
- 大鷲神社
- 八坂神社
- 熊野神社
- 天神社
- 天光龍王亀菊弁財天
- 阿夫利神社
- 厳島神社
- 大乗寺
- 正徳寺
- 田中不動尊
- 前新田第1号児童公園
- 前新田第2号児童公園
- 前新田第3号児童公園
- 上前児童公園
- 田中児童公園
- 田中幼児公園
- 白山児童公園

## 交通

### 鉄道
- 成田線安食駅

### 道路
- 国道
  - 国道356号
- 主要地方道
  - 千葉県道18号成田安食線